# The Encyclopedia of Christianity
The Encyclopedia of Christianity est une traduction anglaise en cinq volumes de la troisième édition révisée du Evangelisches Kirchenlexikon (1986-1999),. L'ouvrage est publié par William B. Eerdmans Publishing Company et par Brill Publishers,.

## Résumé
L'ouvrage présente à la fois l'histoire et la situation actuelle de la foi chrétienne aujourd'hui et tout au long des 2 000 ans d'histoire du christianisme.
Plusieurs chercheurs de différents pays et milieux culturels y ont travaillé, comme Geoffrey W. Bromiley (éditeur en langue anglaise), John Mbiti, Erwin Fahlbusch, Jaroslav Jan Pelikan, Jan Milic Lochman et Lukas Vischer, David B. Barrett (éditeur en statistiques),. Ces volumes ont été publiés de 1998 à 2008, et une version en ligne est également disponible sur le site de Brill.

## Distinctions
The Encyclopedia of Christianity Vol. 3 a été nommé “livre du mois” en 2005 par la revue scientifique britannique “The Expository Times” . Rudolph W. Heinze déclare que "les références croisées méticuleuses et les bibliographies à jour sont une autre caractéristique positive de cette encyclopédie qui devrait devenir un ouvrage de référence standard remplaçant les ouvrages classiques tels que la New Shaff Herzog encyclopedia et son extension de 1955 Twentieth-century encyclopedia of religious knowledge.